# Miltogramma germari
Miltogramma germari är en tvåvingeart som beskrevs av Johann Wilhelm Meigen 1824. Miltogramma germari ingår i släktet Miltogramma och familjen köttflugor.
Artens utbredningsområde är Frankrike. Arten är reproducerande i Sverige. Inga underarter finns listade i Catalogue of Life.